# Kennan (condado de Price, Wisconsin)
Kennan es un pueblo ubicado en el condado de Price en el estado estadounidense de Wisconsin. En el Censo de 2010 tenía una población de 356 habitantes y una densidad poblacional de 1,96 personas por km².

## Geografía
Kennan se encuentra ubicado en las coordenadas 45°29′16″N 90°36′57″O / 45.48778, -90.61583. Según la Oficina del Censo de los Estados Unidos, Kennan tiene una superficie total de 181.24 km², de la cual 181.14 km² corresponden a tierra firme y (0.06%) 0.11 km² es agua.

## Demografía
Según el censo de 2010, había 356 personas residiendo en Kennan. La densidad de población era de 1,96 hab./km². De los 356 habitantes, Kennan estaba compuesto por el 96.35% blancos, el 0% eran afroamericanos, el 0% eran amerindios, el 0.28% eran asiáticos, el 0% eran isleños del Pacífico, el 2.53% eran de otras razas y el 0.84% pertenecían a dos o más razas. Del total de la población el 2.53% eran hispanos o latinos de cualquier raza.